# Mauro Bonato
Mauro Bonato (Verona, 20 ottobre 1959) è un giornalista, politico e editore italiano, eletto deputato al Parlamento Italiano per due legislature consecutive.

## Biografia
È stato membro della Commissione Vigilanza Rai. Sindaco del comune di Bosco Chiesanuova dal 1993 al 1999, è stato eletto quale consigliere comunale nei comuni di Ronco all'Adige, Verona e Bosco Chiesanuova. Nella Lega Nord-Liga Veneta ha ricoperto la carica di segretario provinciale di Verona dal 1990 al 1995, di responsabile del movimento giovanile e di vice segretario nazionale; è stato espulso dal partito nel 2018 per essere diventato capogruppo della Lega Nord in comune di Verona e non per i contrasti con la guida di Matteo Salvini.
Giornalista pubblicista dal 1983, è il responsabile dell'ufficio stampa dell'AMIA (Azienda Multiservizi di Igiene Ambientale) di Verona, dal 1985. Fondatore e direttore del periodico Civiltà Veronese, è stato direttore di vari settimanali e periodici locali. Dal 2007 al 2010 è stato direttore del quotidiano nazionale via e-mail Sera - Quotidiano d'informazione. Collabora con il quotidiano L'Arena di Verona e il settimanale Verona fedele. Ha collaborato con i settimanali Il Nuovo Veronese e L'Adige. Fondatore e direttore di tre case editrici, Edizioni Scaligere, Della Scala e Bonato editore, si è impegnato per la pubblicazione di numerosi volumi che rappresentano un punto di riferimento nella cultura veronese. Infatti, con i tipi di Della Scala ha pubblicato il volume ufficiale della visita papale a Verona L'abbraccio di Verona a Giovanni Paolo II, il volume bio-bibliografico I Vescovi di Verona di Guglielmo Ederle e Dario Cervato, i volumi con gli inediti di Emilio Salgari La battaglia del Tonkino curato da Claudio Gallo e di Lorenzo Montano Atlantis curato da Giorgio Maria Cambiè. Con i tipi di Edizioni Scaligere ha pubblicato una serie di volumi sulle tradizioni locali veronesi come Quanto il freddo era una risorsa, La ruota del pane, Uomini e merci e Un vecchio trenino - La ferrovia Verona-Caprino-Garda. Con i tipi di Bonato editore ha dato avvio ad un'importante collana di volumi bibliografici Libraria & bibliographica, tra cui ricordiamo Calami e torchi di Agostino Contò, Facere bibliotheca in domo di Roberto Marzocchi e Buoni e dotti lettori di Lorenzo Carpané.
In qualità di presidente dell'Istituto veronese per la storia religiosa, negli anni Novanta ha organizzato una nutrita serie di importanti convegni sulle fondazioni religiose veronesi. Autore di numerosi saggi di storia religiosa, ha curato, con Pia Accordini, l'edizione delle Memorie secrete di Leopoldina Naudet, la fondatrice delle Sorelle della Sacra Famiglia. Ha pubblicato saggi sui santi Gaspare Bertoni e Maddalena di Canossa, sui beati Carlo Steeb, Vincenza Maria Poloni, Giuseppe Nascimbeni, Giuseppe Baldo e Maria Pia Mastena, su Teodora Campostrini, Maria Salute Capucci e sulle congregazioni religiose Sorelle della Misericordia e Figlie di Gesù. Ha curato l'edizione di alcune opere di Berto Barbarani, tra cui Le Invenzioni del cerusico Coltelli, La danza delle Ore, Carnevale in provincia e con Giorgio Maria Cambiè l'edizione di Solitudini sul Garda. Ha inoltre curato la ristampa di Giulietta e Romeo, storia o leggenda? di Arturo Pomello.

## Opere

### Articoli
- Missionari della Lessinia centrale partito per la terra d'Africa nell'Ottocento (1981), in La Lessinia ieri oggi domani
- All'insegna della solidarietà: esperienze di alcuni missionari della Lessinia (1982), in La Lessinia ieri oggi domani
- Nell'anno del Signore 1871 ad Erbezzo si vide la Madonna. Da alcuni documenti e dalla tradizione popolare orale la presunta apparizione della Madonna in Erbezzo nel 1871 (1983), in La Lessinia ieri oggi domani
- Le sorelle della misericordia a Bosco Chiesanuova (1986), in La Lessinia ieri oggi domani
- Due francescani della Lessinia. P. I. Beschin e p. G. Filippozzi: due frati morti in concetto di santità (1986), in La Lessinia ieri oggi domani
- Primi passi delle suore a Grezzana (1986), in la Valpantena, primo fascicolo
- Le testimonianze del parroco e del medico di Chiesanuova sulla presunta apparizione della Madonna ad Erbezzo. Alcune note su un fatto accaduto in Lessina alla fine del secolo scorso (1987), in La Lessinia ieri oggi domani
- Appunti per conoscere il beato Carlo Steeb (1987), in Civiltà veronese, prima serie
- Due nuove fondazioni religiose femminili di fine Ottocento (1988), in Giuseppe Nascimbeni a sessant'anni dalla morte
- Regesto biografico di Teodora Campostrini (1988), in Teodora Campostrini bicentenario della nascita
- Appunti per conoscere Giuseppe Nascimbeni (1989), in Civiltà veronese, seconda serie
- Madre Vincenza Maria Poloni (1991), in Segni di una presenza. Le Sorelle della Misericordia da centocinquant'anni a servizio dell'uomo (1840-1990)
- Madre Maria Salute Capucci (1990), in Zefirino Agostini parroco e fondatore
- Un breve ricordo di Angiolo Poli (1998), in Civiltà veronese, seconda serie
- Appunti sulla fondazione dell'Istituto Sorelle della Misericordia (1999), in Civiltà veronese, terza serie, n.3, anno I
- Giulietta e Romeo storia o leggenda? la conferenza di Arturo Pomello (2001), in Civiltà veronese, terza serie, n.3, anno I
- Alle origini dell'Istituto "Figlie di Gesù" (2000), in Civiltà veronese, terza serie, n.6, anno II
- Santa Maddalena di Canossa fondatrice dei due Istituti Figlie e Figlie della carità (2001), in Civiltà veronese, terza serie, n.8/9, anno III
- S. Gaspare Bertoni e gli altri fondatori dell'Ottocento (2004), in S. Gaspare Bertoni angelo del consiglio
- Maria Pia Mastena (2006), sta in Dizionario Biografico dei Veronesi
- Antonio Maria Roveggio (2006), sta in Dizionario Biografico dei Veronesi

### Curatele
- La perla della Lessinia. Premio di poesia dialettale. Prima edizione. A cura di Mauro Bonato e Gabriella Vinco, Verona 1982
- La perla della Lessinia. Premio di poesia dialettale. Seconda edizione. A cura di Mauro Bonato, Verona 1983
- FEDERBIM, 25 anni di solidarietà, Bergamo 1962-Roma 1987, A cura di Mauro Bonato e Adriana Bonetti, Verona 1987
- Interventi Lega, volume n.1. A cura di M. Bonato, Verona 1993
- Berto Barbarani, Carnevale di provincia e altri racconti. A cura di M. Bonato e M. Pisani, Verona 1998
- Berto Barbarani, La danza delle ore e altri racconti. A cura di M. Bonato e M. Pisani, Verona 1999
- Berto Barbarani, Solitudini sul Garda. A cura di M. Bonato e G. M. Cambiè, Verona 1999
- Leopoldina Naudet, Memorie secrete. A cura di Mauro Bonato e Pia Accordini, Verona 2000
- Berto Barbarani, Le avventure del cerusico coltelli. A cura di M. Bonato e G. M. Cambiè, Verona 2002
- Arturo Pomello, Giulietta e Romeo: storia o leggenda? A cura di Mauro Bonato, Verona 2002
- Gaspare Bertoni, angelo del consiglio. A cura di Mauro Bonato, Verona 2004

### Periodici di cui è stato direttore responsabile
- Il radar
- Mondo Ferroviario
- Bussolengo prima pagina
- Comunità montana della Lessinia
- L'Alpone
- La Valpantena
- Lachiver notizie
- Automobilismo
- Aism notizie
- Verona domani
- Verona sette
- Venezia sette
- Pordenone sette
- Udine sette
- Trieste sette
- Padova sette
- Trento mese
- Verona sera

### Periodici di cui è direttore
- Civiltà veronese
- La Peluqueria
- Ecoamia
- Amia agenzia notizie